# أيجيشات
40°04′N 44°04′E / 40.067°N 44.067°E
أيجيشات هي قرية تقع ضمن مقاطعة أرمافير في جمهورية أرمينيا. كانت تعرف باسم غوزيغيدان حتى عام 1950، عندما غُير اسمها إلى أيجيشات في إطار حركة أوسع لإعادة تسمية القرى في البلاد بما يعكس الهوية الوطنية الأرمنية.